# Jonny Hector
Jonny Hector (Malmö, 13 febbraio 1964) è uno scacchista svedese.
Ottenne il titolo di Grande Maestro nel 1991, e di Grande Maestro per corrispondenza nel 1999.
Imparò a giocare a scacchi solo a 14 anni, ma diventò presto molto forte. Nel 1987 fu pari primo con Anthony Kosten nel fortissimo Open di Cappelle-la-Grande (Kosten prevalse per spareggio tecnico). 
È noto per il suo stile di gioco volto all'attacco e per adottare aperture inusuali, tra cui il gambetto Milner-Barry della difesa francese e la variante Charousek della partita spagnola. 
Nel 2002 vinse a Skara il Campionato svedese, risultato ripetuto nel 2022 a Uppsala.
Partecipò a molte edizioni della Politiken Cup di Copenaghen:
- nel 2000 fu pari primo con Boris Gul'ko e Lars Bo Hansen;
- nel 2006 pari primo con Vadym Malachatko e Nigel Short;
- nel 2008 pari primo con Sergej Tivjakov, Vladimir Malachov, Jurij Kuzubov, Peter Heine Nielsen e Boris Savčenko;
- nel 2012 pari primo con Ivan Čeparinov e Ivan Sokolov (Cheparinov prevalse per spareggio tecnico).[4]